# Euptychia ochracea
Euptychia ochracea är en fjärilsart som beskrevs av Butler 1867. Euptychia ochracea ingår i släktet Euptychia och familjen praktfjärilar. Inga underarter finns listade i Catalogue of Life.